# Tapirus veroensis
Tapirus veroensis je vyhynulý druh tapíra, který v pleistocénu obýval Severní Ameriku. Žil na území Floridy, Georgie, Kansasu, Missouri a Tennessee. Vyhynul zhruba před 11 tisíci lety.

## Chronologie

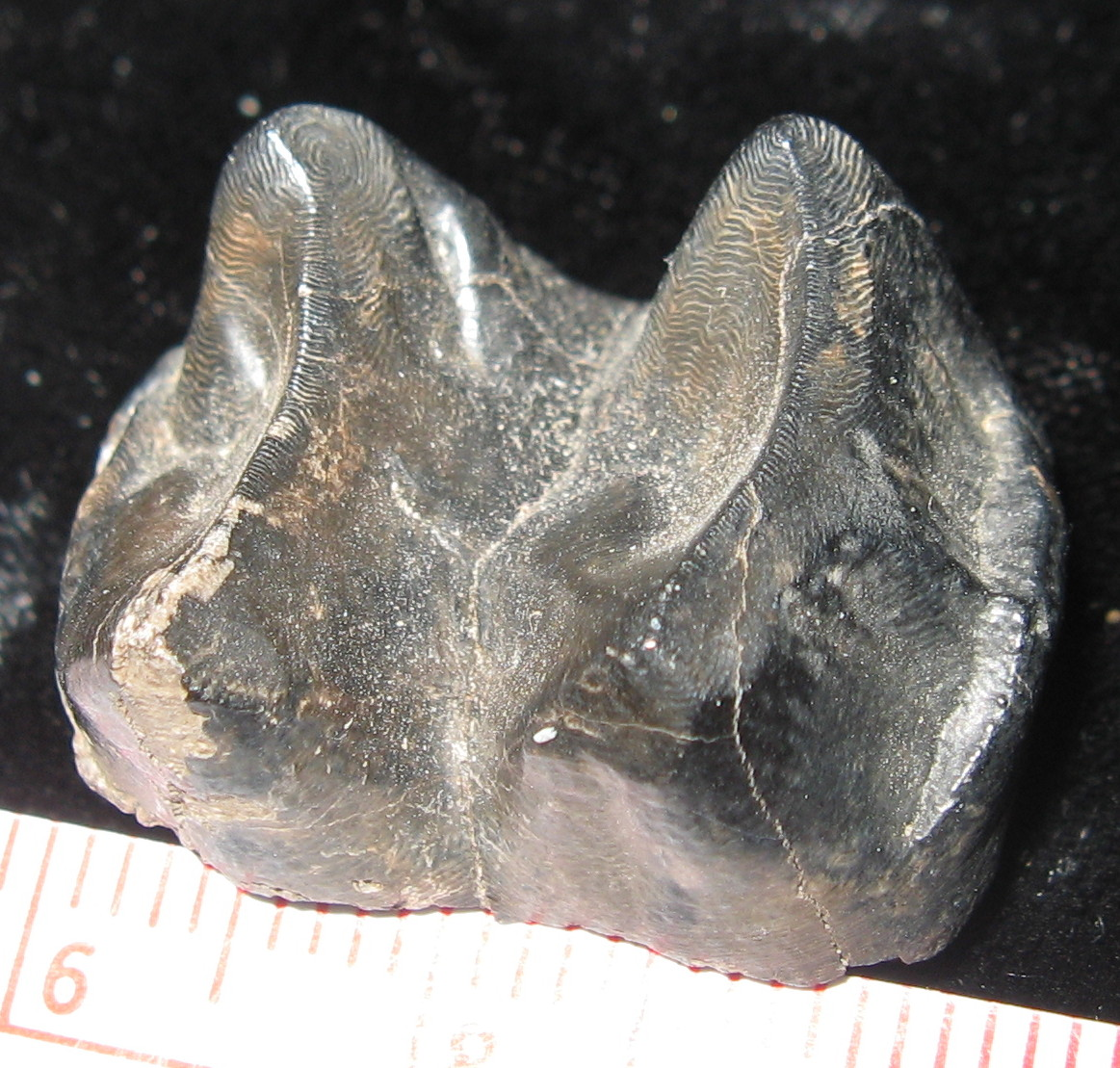
Zub T. varoensis, nalezený na Floridě, datovaný do období přibližně před 1 milionem let.

Podobně jako další lichokopytníci i tapíři pocházející ze Severní Ameriky zde žili po většinu kenozoika. Nejstarší fosilie severoamerických tapírů mohou být datovány do období před 50 miliony lety a objeveny byly v oblasti eocenních skal na Ellesmerově ostrově v Kanadě, kde v té době panovalo mírné podnebí. Již před 13 miliony lety žili v oblasti jižní Kalifornie tapíři podobní moderním druhům.
V období pleistocénu žili v Severní Americe minimálně čtyři druhy tapírů. Kromě Tapirus veroensis, který obýval území Floridy, Georgie, Kansasu, Missouri a Tennessee a Tapirus copei, který obýval Pensylvánii a Floridu, to byli Tapirus californicus a Tapirus merriami, kteří žili na území Kalifornie a Arizony Na konci pleistocénu zhruba před 11 tisíci lety při významném vymírání pleistocenní megafauny, všichni severoameričtí tapíři vyhynuli.
První kompletní lebka T. veroensis byla nalezena ve Vero Beach na Floridě v roce 1915. Druh byl pojmenován floridským státním geologem E. H. Sellardsem. Fragmentární nálezy tohoto druhu popsal již roku 1852 Leidy.

## Taxonomie
Taxonomická otázka ohledně existence několika druhů pleistocenních severoamerických tapírů zůstává neuzavřená. Podle několika autorů mohly být všechny vědci akceptované druhy ve skutečnosti druhem jediným. Jako samostatné druhy jsou uznávány Tapirus californoicus, Tapirus copei, Tapirus lundeliusi, Tapirus merriami a Tapirus veroensis. Merriam považoval druh T. californicus za poddruh T. copei. Druhy T. californicus a T. veroensis je téměř nemožné morfologicky rozlišit a žili i ve stejném časovém období. Liší se pouze obývanou oblastí. T. copei, T. veroensis a T. lundeliusi si jsou natolik blízcí, že jsou řazeny do stejného podrodu Helicotapirus. Navíc existuje pouze několik detailů, jako je velikost těla  či opotřebení zubů, které rozlišují druhy T. copei a T. veroensis. Fosilie odpovídající průměrné velikosti byly často přiřazeny nejprve k jednomu druhu a později byly zařazeny ke druhu jinému.

## Popis a chování
Fosilie T. veroensis nalezené v severní Alabamě byl objeven společně s fosiliemi sobů a pekari. Svědčí to o tom, že byl tento druh schopný žít v mírném podnebí i v teplotách pod bodem mrazu. Nejvíce se tento druh podobal tapíru horskému (Tapirus pinchaque). Byl to býložravec živící se lesní vegetací. Podobně jako u dalších tapírů měl i T. veroensis vyvinutý proboscis, který používal při spásání listů křovin. S největší pravděpodobní vážil přes 270 kg.